# اتصال بين الثقافات
تتعرض المجتمعات المعاصرة لمشكلات اتصال تنجم عن سوء التفاهم الثقافي والتباين الثقافي. وتحاول التدريبات بين الثقافات حل مثل تلك المشكلات؛ من خلال تطوير استراتيجيات تهدف إلى تدريب الموظفين والأفراد للعمل في دول أخرى؛ من خلال التعامل مع الهجرة أو إنجاز المشروعات في فرق العمل متعددة الجنسيات.
ومن أمثلة إستراتيجية الاتصالات بين الثقافات «أسلوب التباين الأمريكي»، والذي تم تطويره من خلال مكتب أبحاث الموارد البشرية (HumRRO) وكاجيتان ديميلو.